# Linda (cratère)
Pour les articles homonymes, voir Linda.
Linda est un petit cratère d'impact lunaire situé sur la face visible de la Lune. Il se situe juste à côté du Rupes Boris ainsi qu'au nord du cratère Boris. Il s'agit d'un tout petit cratère d'un kilomètre de diamètre seulement. À l'ouest, se trouvent les cratères Delisle et Gaston. 
En 1979, l'Union astronomique internationale lui a attribué le prénom espagnol Linda.